# I migliori 50 spettacoli televisivi di tutti i tempi

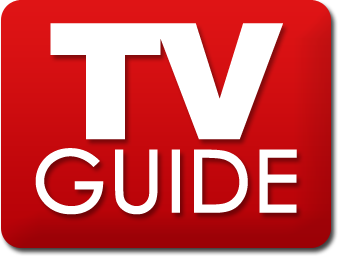

I migliori 50 spettacoli televisivi di tutti i tempi è una classifica pubblicata il 4 maggio 2002 dalla rivista statunitense TV Guide dei più divertenti e influenti programmi della cultura pop americana. Le 50 voci, scelte e classificate dalla redazione di TV Guide, consistono in serie regolari che ripercorrono più di mezzo secolo di televisione. Film TV, miniserie e speciali non rientrano nella classifica.

## Riepilogo
Lo show trasmesso prima di tutti gli altri presenti nella lista è The Ed Sullivan Show, che è andato in onda per la prima volta nel 1948. Lo show più recente presente nella lista è I Soprano, andato in onda per la prima volta nel 1999. Lo show con la durata minore è An American Family, del quale sono stati trasmessi solo 12 episodi e altri due episodi speciali. Lo show con la durata maggiore presente nella lista è The Today Show, che va in onda dal 1952. 41 degli show nella lista vanno o sono andati in onda in prima serata, 5 vanno in onda nella fascia giornaliera e 4 sono programmi trasmessi in seconda serata. Il network NBC detiene il maggior numero di show presenti nella lista, 17, contando la stagione finale di Taxi, altrimenti pareggia con il network CBS con un totale di 16 show, ABC ne ha 8, Fox, HBO, e PBS ne hanno 2, The WB e UPN hanno uno show in comune: Buffy l'ammazzavampiri.

## Classifica
Ecco la classifica:
1. Seinfeld (1989-1998)
2. Lucy ed io (1951-1960)
3. The Honeymooners (1955-1956)
4. Arcibaldo (1971-1979)
5. I Soprano (1999-2007)
6. 60 Minutes (1968-in corso)
7. David Letterman Show (1993-2015)
8. I Simpson (1989-in corso)
9. The Andy Griffith Show (1960-1968)
10. Saturday Night Live (1975-in corso)
11. Mary Tyler Moore (1970-1977)
12. The Tonight Show (1953-1992)
13. The Dick Van Dyke Show (1961-1966)
14. Hill Street giorno e notte (1981-1987)
15. The Ed Sullivan Show (1948-1971)
16. The Carol Burnett Show (1967-1978)
17. The Today Show (1952-in corso)
18. Cin cin (1982-1993)
19. In famiglia e con gli amici (1987-1991)
20. A cuore aperto (1982-1988)
21. Friends (1994-2004)
22. E.R. - Medici in prima linea (1994-2009)
23. Nightline (1979-in corso)
24. Law & Order - I due volti della giustizia (1990-2010)
25. M*A*S*H (1972-1983)
26. Ai confini della realtà (1958-1964)
27. Sesamo apriti (1969-in corso)
28. I Robinson (1984-1992)
29. The Phil Donahue Show (1969-1996)
30. Your Show of Shows (1950-1954)
31. La parola alla difesa (1961-1965)
32. An American Family (1973)
33. Playhouse 90 (1956-1960)
34. Frasier (1993-2004)
35. Pappa e ciccia (1988-1997)
36. Il fuggiasco (1963-1967)
37. X-Files (1993-2002)
38. The Larry Sanders Show (1992-1998)
39. Agenzia Rockford (1974-1980)
40. Gunsmoke (1955-1975)
41. Buffy l'ammazzavampiri (1997-2003)
42. Rowan & Martin's Laugh-In (1968-1973)
43. Bonanza (1959-1973)
44. The Bob Newhart Show (1972-1978)
45. I segreti di Twin Peaks (1990-1991)
46. Star Trek: The Next Generation (1987-1994)
47. Rocky e Bullwinkle (1959-1964)
48. Taxi (1978-1983)
49. The Oprah Winfrey Show (1985-2011)
50. Vita da strega (1964-1972)